# Двойчатка (растение)
Двойчатка (лат. Didymophysa) — род травянистых растений семейства Капустные (Brassicaceae).

## Ботаническое описание
Многолетние травянистые растения, образующие густые дерновинки. Листья пальчато-надрезанные и голые.
Чашелистики прямостоячие, не мешковидные. Лепестки с ноготками, белые. Тычинки простые, свободные. По обе стороны коротких тычинок по одной полулунной медовой желёзке, посылающей наружу, в сторону срединных тычинок, короткий отросток. Завязь сидячая, столбик короткий. Плод — вздутый, двойной стручочек, вверху и внизу с выемкой. Створки сетчато-жилковатые, тонко кожистые, яйцевидные. Перегородка узкая, линейная. Семя без каймы, в каждом гнезде по два, висячие иа коротком свободном семеносе. Семядоли плоские. Зародыш краекорешковый.

## Виды
Род включает 3 вида:
- Didymophysa aucheri Boiss. typus — Двойчатка Оше
- Didymophysa fedtschenkoana Regel — Двойчатка Федченко
- Didymophysa fenestrata (Boiss. & Hohen.) Esmailbegi, D.A.German & Al-Shehbaz